# Морозов, Александр Васильевич (легкоатлет)
Алекса́ндр Васи́льевич Моро́зов (13 октября 1939, Томск, Новосибирская область — 2003) — советский легкоатлет, специалист по кроссу и стипльчезу. Выступал за сборную СССР по лёгкой атлетике в 1965—1973 годах, обладатель серебряной медали чемпионата Европы, многократный призёр первенств всесоюзного и республиканского значения, участник летних Олимпийских игр в Мехико. Представлял Московскую область и спортивное общество «Труд». Мастер спорта СССР международного класса. Тренер по лёгкой атлетике, заслуженный тренер РСФСР.

## Биография
Александр Морозов родился 13 октября 1939 года в городе Томске Новосибирской области.
По профессии инженер. Начал заниматься лёгкой атлетикой в 1960 году, сначала тренировался в Томске, затем в Московской области. Проходил подготовку под руководством заслуженного тренера СССР Николая Ивановича Пудова. Состоял в добровольном спортивном обществе «Труд».
Впервые заявил о себе на всесоюзном уровне в сезоне 1965 года, когда на чемпионате СССР в Алма-Ате стал бронзовым призёром в беге на 3000 метров с препятствиями.
В 1966 году занял четвёртое место на кроссе Юманите во Франции, в стипльчезе показал 11-й результат на чемпионате Европы в Будапеште.
В 1968 году взял бронзу в стипльчезе на чемпионате СССР в Цахкадзоре. Благодаря этому успешному выступлению удостоился права защищать честь страны на летних Олимпийских играх в Мехико — в финале бега на 3000 м с препятствиями с результатом 8:55.61 финишировал пятым.
В 1969 году был лучшим в своей дисциплине в матчевой встрече со сборной США в Лос-Анджелесе, завоевал серебряные награды на чемпионате СССР в Киеве и на чемпионате Европы в Афинах. В Киеве преодолел дистанцию 3000 метров с препятствиями быстрее действующего мирового рекорда — за 8:23.4, но его опередил пробежавший ещё быстрее Владимир Дудин.
В 1971 году выиграл бронзовую медаль в дисциплине 8 км на чемпионате СССР по кроссу в Ессентуках.
В 1972 году стал серебряным призёром на чемпионате СССР по кроссу и бегу на 30 км в Ташкенте.
В 1973 году получил бронзовую награду на кроссовом чемпионате СССР в Евпатории.
За выдающиеся спортивные достижения удостоен почётного звания «Мастер спорта СССР международного класса».
После завершения спортивной карьеры проявил себя на тренерском поприще, занимал должность старшего тренера сборной СССР в стипльчезе, старшего тренера по дисциплинам выносливости в команде Всесоюзного добровольного физкультурно-спортивного общества профсоюзов. Подготовил ряд легкоатлетов высокого класса, мастеров спорта и мастеров спорта международного класса. Заслуженный тренер РСФСР.
Умер в 2003 году.